# Clonakilty Bay SAC
Clonakilty Bay SAC este o arie protejată (arie specială de conservare — SAC, sit de importanță comunitară — SCI) din Irlanda întinsă pe o suprafață de 511,91 ha, integral pe uscat.

## Localizare
Centrul sitului Clonakilty Bay SAC este situat la coordonatele 51°36′09″N 8°52′18″W / 51.602534°N 8.871552°V.

## Înființare
Situl Clonakilty Bay SAC a fost declarat sit de importanță comunitară în mai 1999 pentru a proteja 17 specii de animale. Situl a fost protejat și ca arie specială de conservare în noiembrie 2018.

## Biodiversitate
Situată în ecoregiunea atlantică, aria protejată conține 6 habitate naturale: Terase mlăștinoase și terase nisipoase neacoperite de apă la reflux, Vegetație anuală la limita mareei, Dune mobile cu vegetație embrionară, Dune mobile de-a lungul țărmului cu Ammophila arenaria („dune albe”), Dune de coastă fixe cu vegetație erbacee („dune gri”), Dune fixe decalcificate atlantice (Calluno-Ulicetea).
La baza desemnării sitului se află mai multe specii protejate de  păsări (17): rață pitică (Anas crecca), rață fluierătoare (Anas penelope), rață mare (Anas platyrhynchos), pietruș (Arenaria interpres), fugaci de țărm (Calidris alpina), Calidris canutus, prundaș gulerat mare (Charadrius hiaticula), scoicar (Haematopus ostralegus), sitar de mal nordic (Limosa lapponica), sitar de mâl (Limosa limosa), culic mare (Numenius arquata), ploier auriu (Pluvialis apricaria), ploier argintiu (Pluvialis squatarola), călifar alb (Tadorna tadorna), fluierar cu picioare verzi (Tringa nebularia), fluierarul cu picioare roșii (Tringa totanus), nagâț (Vanellus vanellus).
Pe lângă speciile protejate, pe teritoriul sitului au mai fost identificate 1 specie de păsări.